# Église de la Pórta-Panagía
L'église de la Pórta-Panagía (en grec moderne : Ναός Πόρτας Παναγιάς, littéralement « Très Sainte Vierge de Pórta »), est un édifice de style byzantin à Pýli, dans le district régional de Tríkala, en Grèce. Le monastère auquel l'église appartenait fut fondé en 1283 par le sébastokrator Jean Ier Doukas, prince de Thessalie.

## Localisation et origine du nom
L'église est située sur la rive nord de la rivière Portaïkós (el), affluent du Pénée. Elle occupe l'emplacement de l'ancienne colonie de Megále Pýle (Μεγάλαι Πύλαι), nom utilisé à l'époque byzantine, ultérieurement Megáli Pórta (Μεγάλη Πόρτα), rasée par les Ottomans en 1822. Signifiant « porte » en grec, le nom de l'ancienne et de l'actuelle localité fait référence au col alentour qui forme un passage étroit dans les montagnes du Pinde. Le village moderne de Pýli, anciennement Pórta, est situé à proximité de l'église et constitue le siège du dème homonyme.

## Histoire
L'église de la Pórta-Panagía, dédiée à la Dormition de Marie, était à l'origine le catholicon d'un monastère stavropégique consacré à la « Vierge Invincible » (Παναγία Ακαταμάχητος, Panagía Akatamáchitos). L'institution fut fondée en 1283 par le souverain de Thessalie, le sébastocrator Jean Ier Doukas,,. Des vestiges de colonnes antiques à l'extérieur de l'exonarthex tendent à indiquer la présence d'un ancien temple à cet emplacement. Le monastère bénéficia de propriétés considérables dans la région, mentionnées notamment dans deux chrysobulles des empereurs byzantins Andronic II Paléologue et Andronic III Paléologue et un sigillion (en) du patriarche Antoine IV de Constantinople. Selon une théorie de l'historien Cháris Koudoúnas, le monastère aurait abrité à la fin des années 1280, pendant environ trois ans, les reliques de la Santa casa rapportées de Terre sainte par la famille Ange, avant leur transfert à Árta puis en Italie.
L'exonarthex fut probablement érigé au milieu du XIVe siècle sous le règne de l'empereur serbe Stefan Uroš IV Dušan. À l'époque de l'invasion ottomane, entre 1381 et 1393, le monastère fut détruit et les moines abandonnèrent les lieux pour le monastère voisin du Sauveur de Doúsiko,. Ce dernier sera plus tard renommé en l'honneur de saint Bessarion (en), métropolite de Larissa au début du XVIe siècle, né dans le village de Megáli Pórta,.
Peu avant 1743, l'église, seule structure survivante de l'ancien monastère, fut victime d'une inondation qui provoqua l'effondrement de la partie sud-ouest de l'édifice. Le lieu passa sous la juridiction du monastère voisin de Doúsiko en 1843, tout en continuant à fonctionner comme église paroissiale du village de Pórta. Il fut vraisemblablement à nouveau détruit en 1854 ou 1855 par un tremblement de terre ou un incendie,. L'église fut étudiée et rénovée dans les années 1930 par Anastásios Orlándos, puis à nouveau fouillée et restaurée au cours des années 2000.

## Architecture
L'église de la Pórta-Panagía est composée de la partie originelle formant le naos et de l'exonarthex construit à une date ultérieure.

### Naos et décoration intérieure
L'église principale de 11 × 16,22 mètres appartient aux édifices à plan basilical, avec trois vaisseaux et un toit en croix formé par un imposant transept. Ces caractéristiques architecturales tendent à rapprocher la Pórta-Panagía d'autres édifices contemporains du despotat d'Épire, notamment l'église du monastère de Káto Panagía (el) à Árta. Les collatéraux en voûte d'arêtes sont considérablement plus bas que le transept et sont séparés de la nef par des arcs reposant sur six colonnes. L'un des chapiteaux en marbre, survivant du désastre de 1855 et richement sculpté, emprunte à la technique du champlevé. Des vases acoustiques sont intégrés dans les parties sommitales des murs, une technique courante dans l'architecture byzantine.
À l'est du naos figure le sanctuaire (ou bêma), séparé par le templon restauré par Anastásios Orlándos qui présente l'une des premières représentations connues de l'aigle bicéphale des Paléologues sur le territoire grec. L'abside centrale du sanctuaire est flanquée de deux absidioles. Au nord figure la prothesis, autrement appelée chapelle de proscomidie ou de prothèse, servant à la préparation des Saints Dons. Au sud, la diakonikon tient lieu de sacristie depuis la période iconoclaste de l’Empire byzantin,.
La plupart de la décoration intérieure d'origine a été détruite dans l'incendie ou le séisme de 1855. Initialement datées du début du XVe siècle par Anastásios Orlándos, les fresques subsistantes sont désormais analysées comme des réalisations postérieures au milieu du XVIIIe siècle. Alors que la prothesis est séparée du naos par le templon, la diakonikon est obstruée par un mur couvert d'une fresque représentant probablement des membres de la famille de Jean Ier Doukas,. Selon certains auteurs,, ce dernier serait l'occupant d'une tombe devant le mur sud dont la forme rappelle les caractéristiques des arcosolia. Au-dessus de la sépulture figure une fresque sur laquelle le défunt, revêtu de l'habit de moine, est présenté à la Vierge en majesté par un ange,. Encadrant le templon au niveau des piliers de l'abside centrale,, deux imposantes mosaïques uniques en Grèce représentent, dans une disposition inhabituelle, le Christ en pied à gauche et la Vierge Hodigitria à droite,. Ces deux proskynetaria (en) sont surmontées d'une canopée en marbre richement sculptée,.

### Exonarthex et aspect extérieur
L'exonarthex de 11 × 8 mètres, occupant la partie ouest du monument, est caractéristique du type à croix inscrite, avec quatre petites niches d'angle. Son dôme octogonal est percé de seize fenêtres.
La maçonnerie de l'exonarthex et du naos sont sensiblement différentes. Jusqu'à une hauteur de deux mètres, les murs du naos sont principalement construits avec de gros blocs de pierre calcaire, dont certains ont été disposés en croix, tandis que les parties supérieures ont été érigées en appareil cloisonné. Les murs extérieurs présentent des décorations en céramique sous forme de croix et de bandes dentelées. Les fenêtres, également ornées des décorations en céramique, sont à double ou triple arcs. Les murs de l'exonarthex sont constitués de pierre de taille calcaire réutilisées, la brique ne servant qu'aux éléments d'ornementation d'inspiration gothique du dôme,.

## Galerie

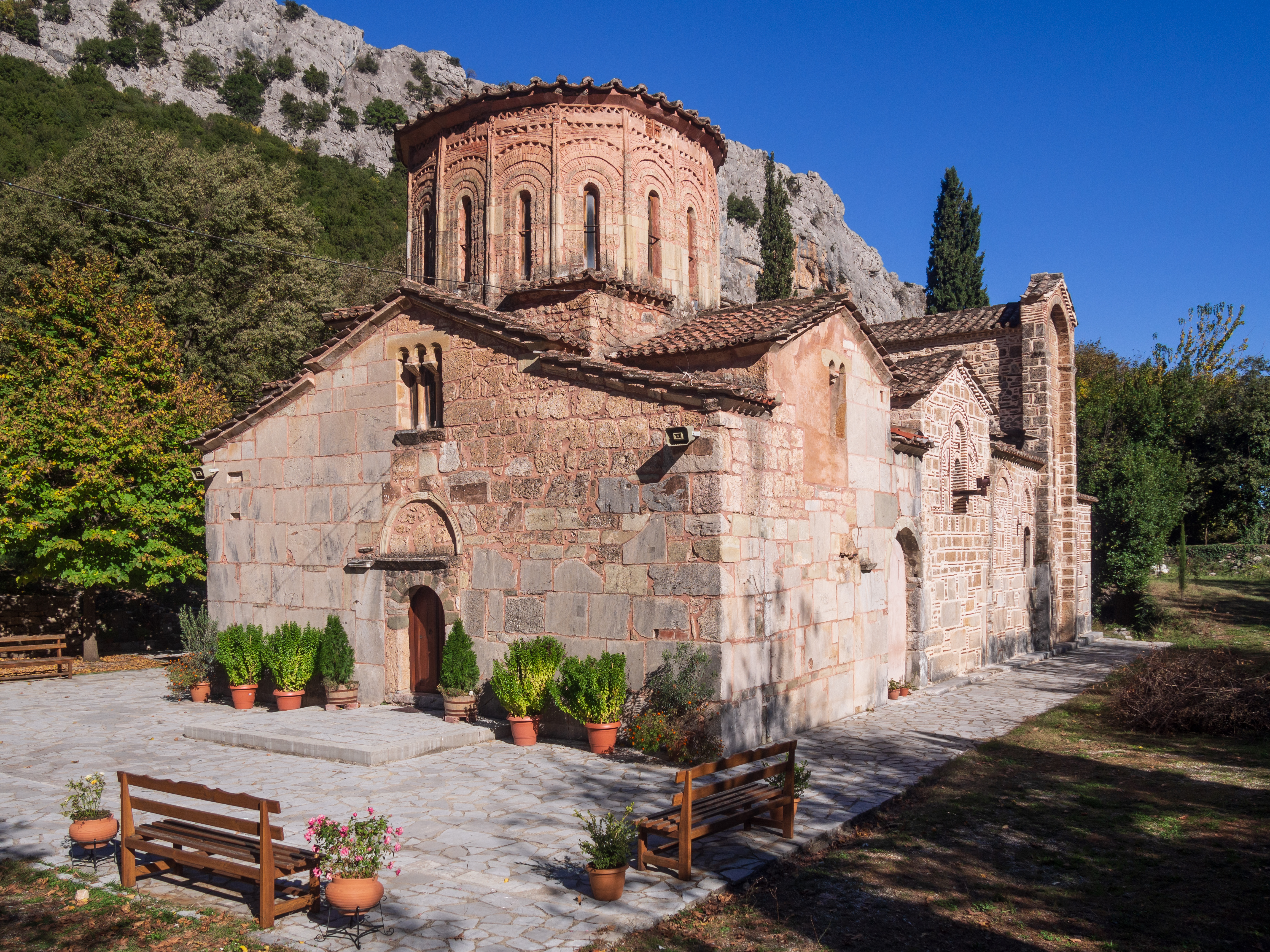
Vue de l'exonarthex depuis le sud-ouest.
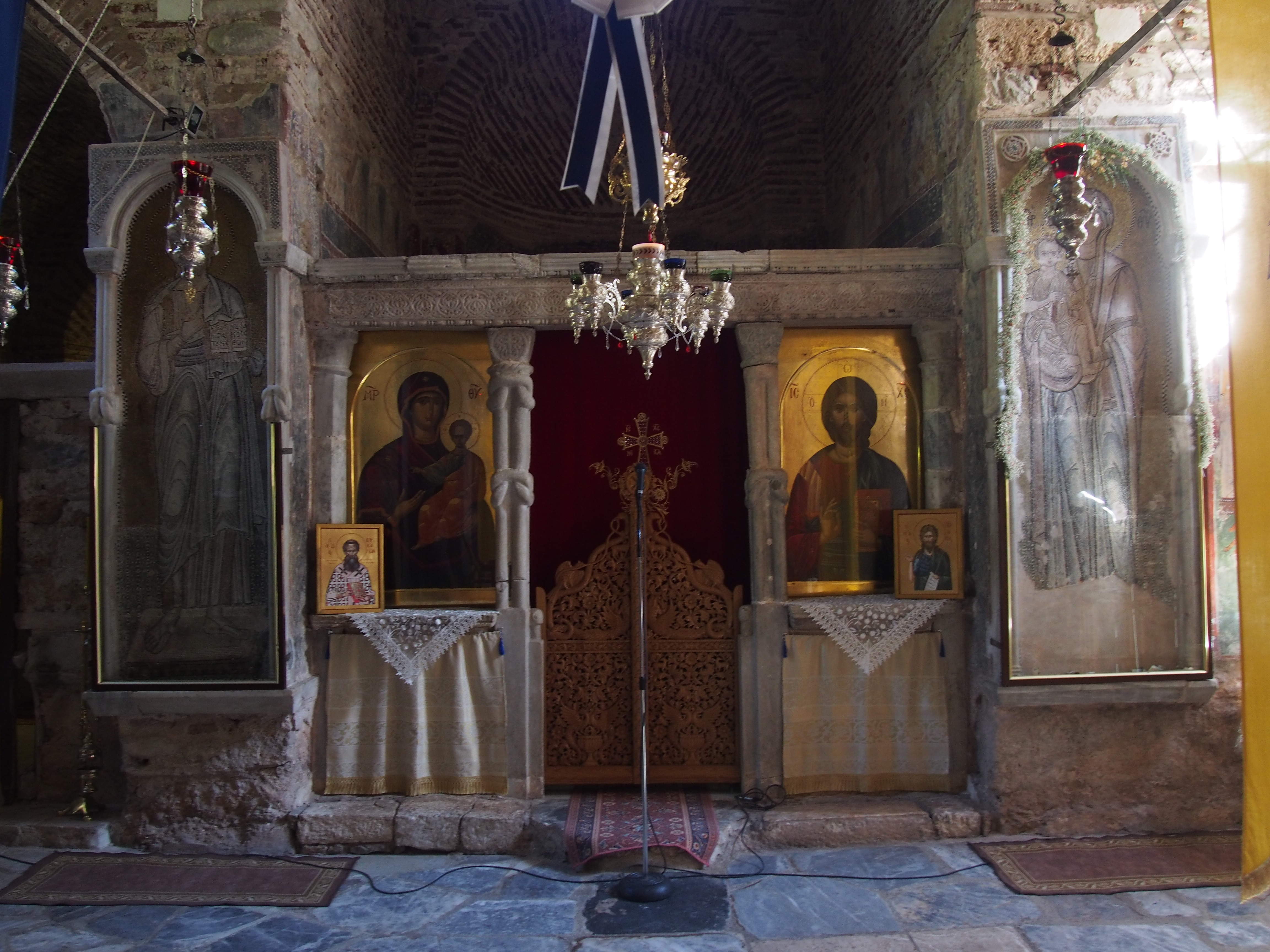
Le templon encadré par les deux mosaïques.
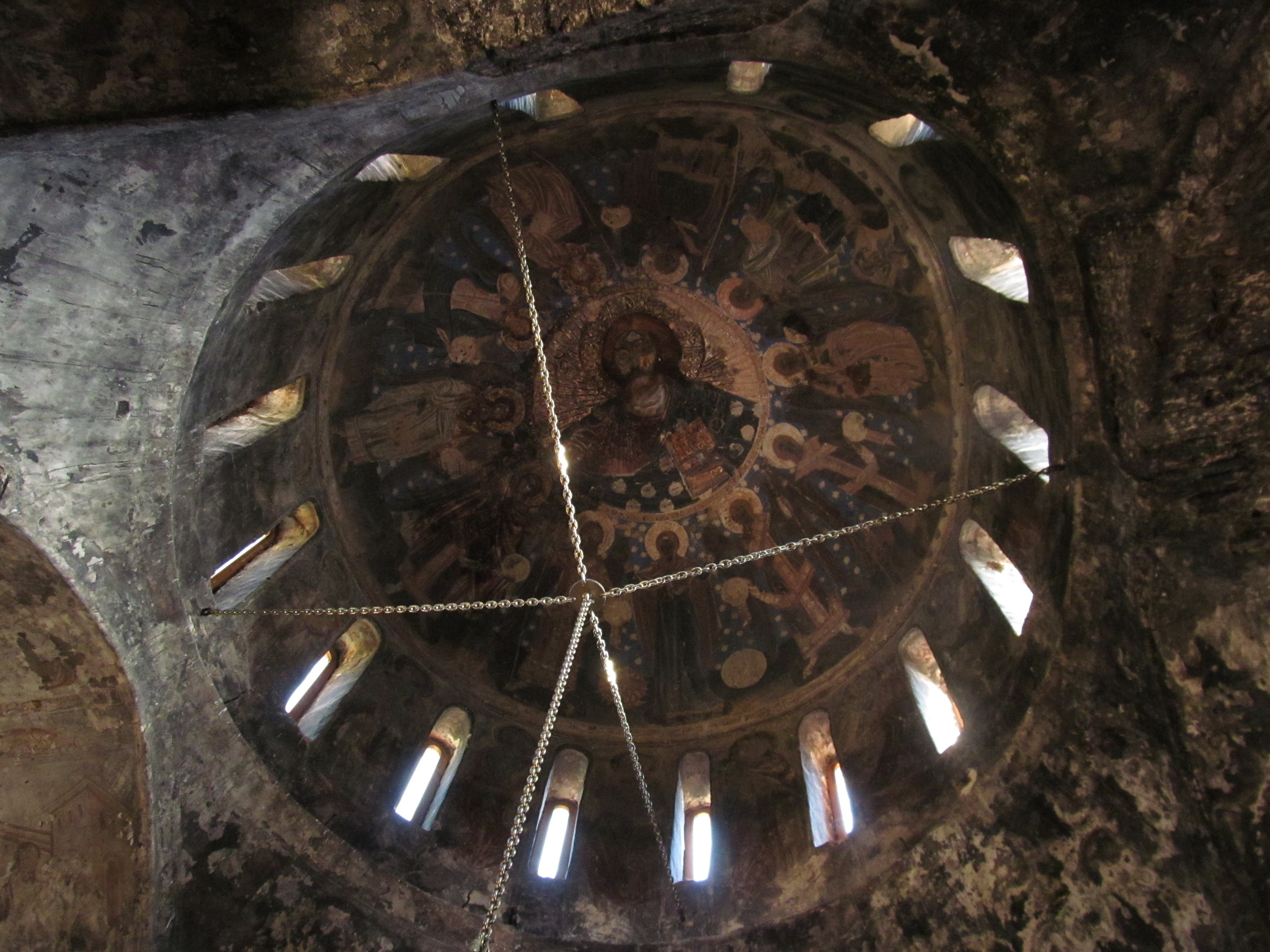
La coupole de l'exonarthex
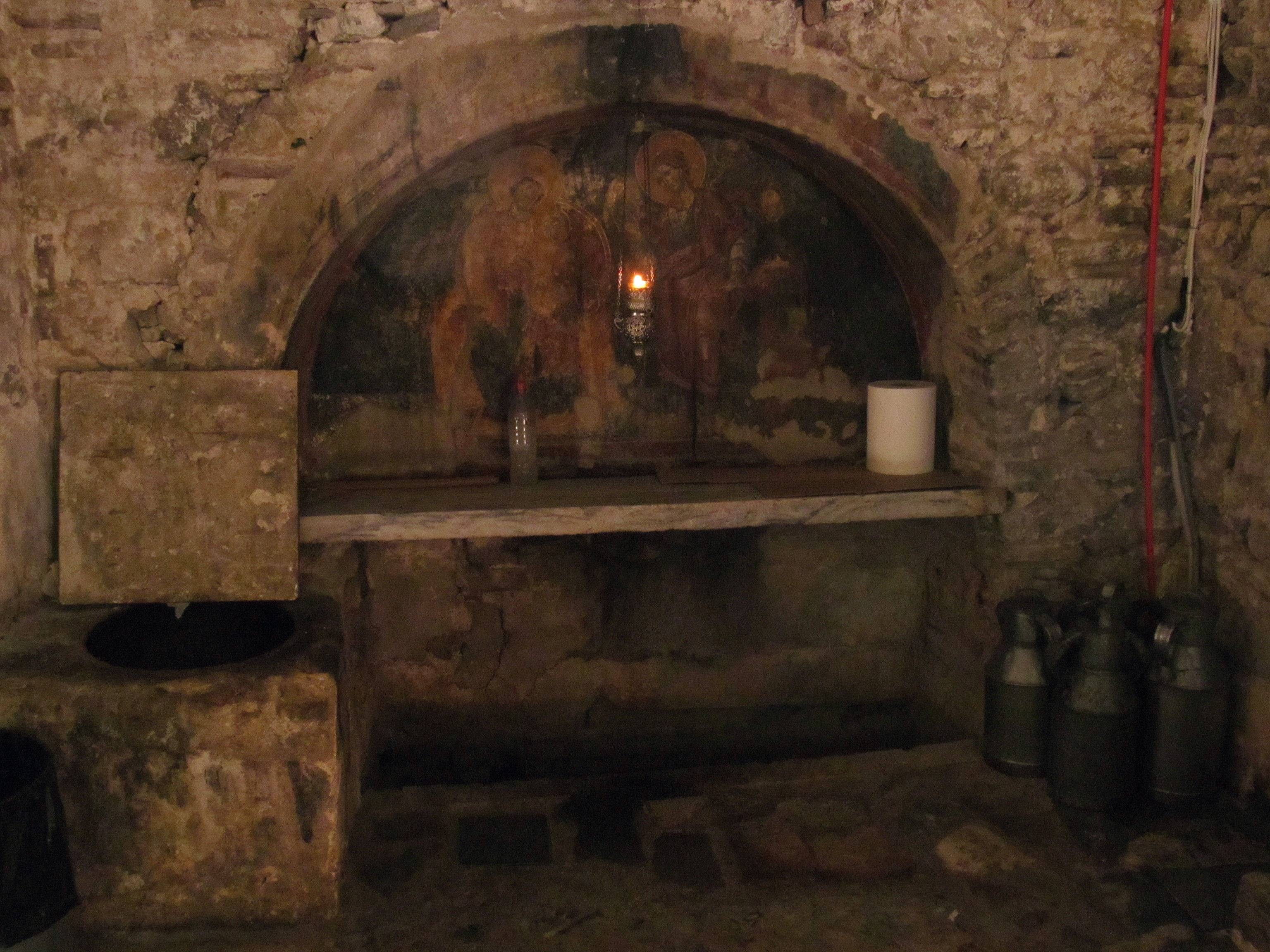
Sépulture au sud-ouest du naos.
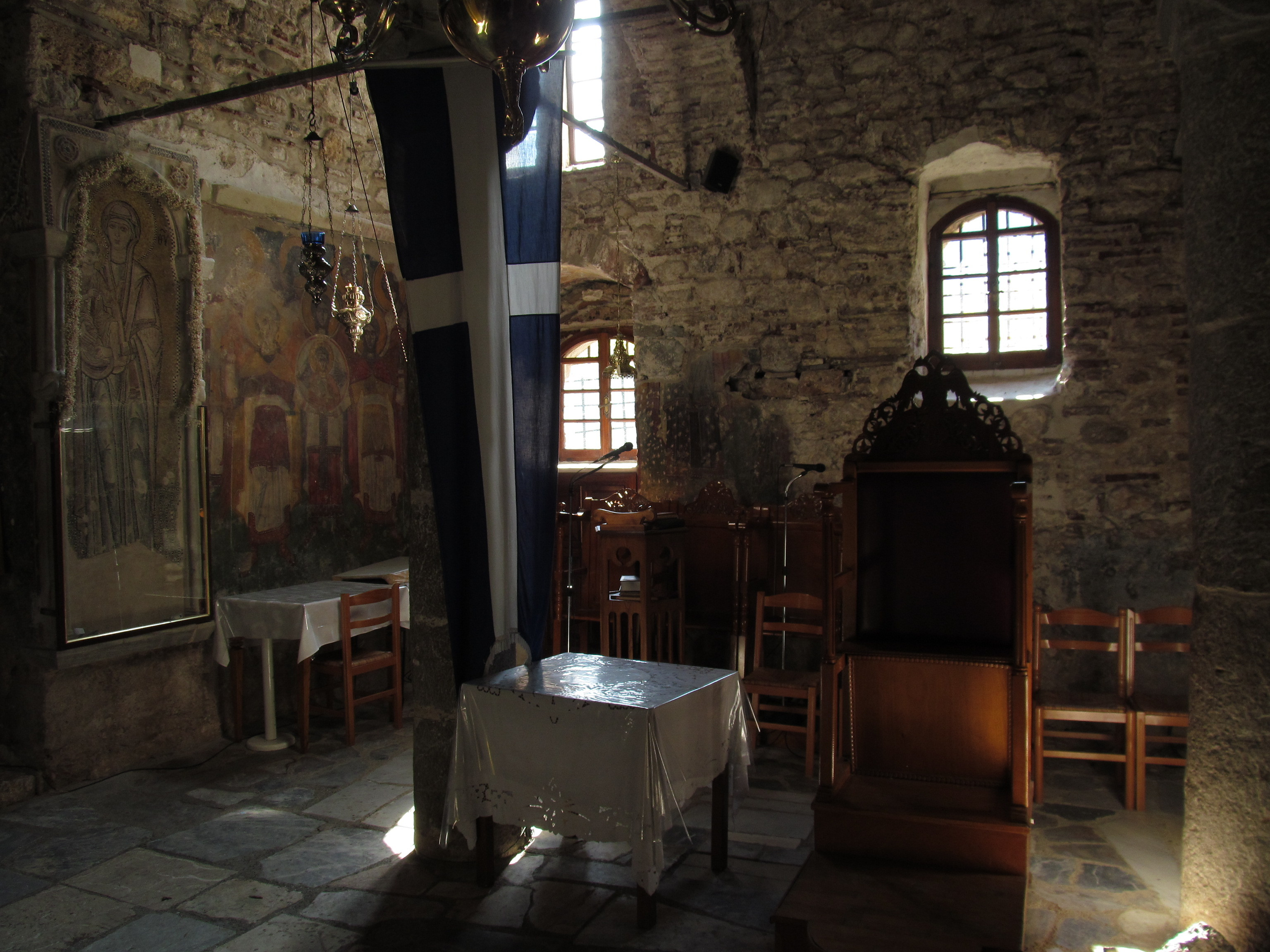
Mosaïque de la Vierge et fresque de la famille de Jean Ier Doukas.